# Stenus praedator
Stenus praedator es una especie de escarabajo del género Stenus, familia Staphylinidae. Fue descrita científicamente por Mainda en 2020.
Habita en Filipinas.